# Orso d'argento per il miglior attore

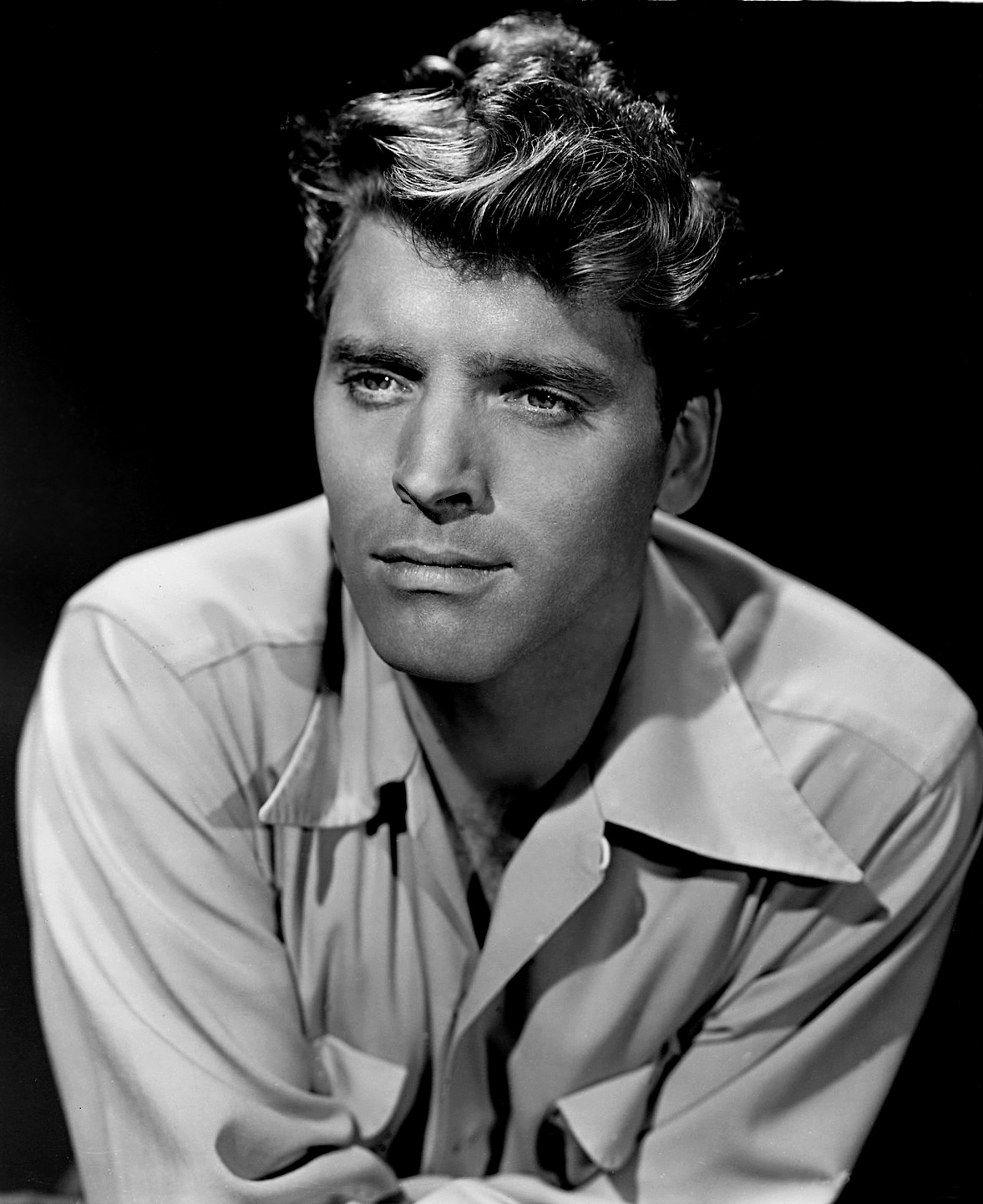
Burt Lancaster, vincitore del primo Orso d'argento come miglior attore

L'Orso d'argento per il miglior attore (Silberner Bär/Bester Darsteller) è stato un premio cinematografico assegnato fino al 2020 dalla giuria internazionale del Festival di Berlino al miglior attore dei film presentati in concorso.
A partire dall'edizione del 2021 è stato sostituito (insieme alla controparte femminile) da due nuovi Orsi d'argento, quelli per la miglior interpretazione da protagonista e per la miglior interpretazione da non protagonista, senza distinzione di genere.

## Albo d'oro

### Anni 1956-1959
- 1956:  Burt Lancaster - Trapezio (Trapeze)
- 1957:  Pedro Infante - Tizoc
- 1958:  Sidney Poitier - La parete di fango (The Defiant Ones)
- 1959:  Jean Gabin - Archimede le clochard (Archimède le clochard)

### Anni 1960-1969
- 1960:  Fredric March - ...e l'uomo creò Satana (Inherit the Wind)
- 1961:  Peter Finch - Eri tu l'amore (No Love for Johnnie)
- 1962:  James Stewart - Mister Hobbs va in vacanza (Mr. Hobbs Takes a Vacation)
- 1963:  Sidney Poitier - I gigli del campo (Lilies of the Field)
- 1964:  Rod Steiger - L'uomo del banco dei pegni (The Pawnbroker)
- 1965:  Lee Marvin - Cat Ballou
- 1966:  Jean-Pierre Léaud - Il maschio e la femmina (Masculin, féminin)
- 1967:  Michel Simon - Il vecchio e il bambino (Le vieil homme et l'enfant)
- 1968:  Jean-Louis Trintignant - L'uomo che mente (L'homme qui ment)

### Anni 1970-1979
- 1971:  Jean Gabin - Le Chat - L'implacabile uomo di Saint Germain (Le Chat)
- 1972:  Alberto Sordi - Detenuto in attesa di giudizio
- 1975:  Vlastimil Brodský - Jakob il bugiardo (Jakob der Lügner)
- 1976:  Gerhard Olschewski - Verlorenes Leben
- 1977:  Fernando Fernán Gómez - El anacoreta
- 1978:  Craig Russell - Outrageous!
- 1979:  Michele Placido - Ernesto

### Anni 1980-1989
- 1980:  Andrzej Seweryn - Direttore d'orchestra (Dyrygent)
- 1981
  -  Anatolij Solonicyn - 26 giorni della vita di Dostoevskij (Dvadcat' šest' dnej iz žizni Dostoevskogo)
  -  Jack Lemmon - Tribute - Serata d'onore (Tribute)
- 1982
  -  Michel Piccoli - Gioco in villa (Une étrange affaire)
  -  Stellan Skarsgård - Den enfaldige mördaren
- 1983:  Bruce Dern - Correre per vincere (That Championship Season)
- 1984:  Albert Finney - Il servo di scena (The Dresser)
- 1985:  Fernando Fernán Gómez - Stico
- 1986:  Tuncel Kurtiz - Hiuch HaGdi
- 1987:  Gian Maria Volonté - Il caso Moro
- 1988:  Manfred Möck e  Jörg Pose - Einer trage des anderen Last
- 1989:  Gene Hackman - Mississippi Burning - Le radici dell'odio (Mississippi Burning)

### Anni 1990-1999
- 1990:  Iain Glen - Un giorno nella vita (Silent Scream)
- 1991:  Maynard Eziashi - Mister Johnson
- 1992:  Armin Mueller-Stahl - Utz
- 1993:  Denzel Washington - Malcolm X
- 1994:  Tom Hanks - Philadelphia
- 1995:  Paul Newman - La vita a modo mio (Nobody's fool)
- 1996:  Sean Penn - Dead Man Walking - Condannato a morte (Dead Man Walking)
- 1997:  Leonardo DiCaprio - Romeo + Giulietta di William Shakespeare (William Shakespeare's Romeo + Juliet)
- 1998:  Samuel L. Jackson - Jackie Brown
- 1999:  Michael Gwisdek - Nachtgestalten

### Anni 2000-2009
- 2000:  Denzel Washington - Hurricane - Il grido dell'innocenza (The Hurricane)
- 2001:  Benicio del Toro - Traffic
- 2002:  Jacques Gamblin - Laissez-passer
- 2003:  Sam Rockwell - Confessioni di una mente pericolosa (Confessions of a Dangerous Mind)
- 2004:  Daniel Hendler - El abrazo partido - L'abbraccio perduto (El abrazo partido)
- 2005:  Lou Taylor Pucci - Thumbsucker - Il succhiapollice (Thumbsucker)
- 2006:  Moritz Bleibtreu - Le particelle elementari (Elementarteilchen)
- 2007:  Julio Chávez - El otro
- 2008:  Reza Naji - The Song of Sparrows (Avaze gonjeshk-ha)
- 2009:  Sotigui Kouyaté - London River

### Anni 2010-2019
- 2010:  Grigorij Dobrygin e Sergej Puskepalis – Kak ja provël ėtim letom
- 2011:  Peyman Mo'adi, Shahab Hosseini, Ali-Asghar Shahbazi e Babak Karimi – Una separazione (Jodāyi-e Nāder az Simin)
- 2012:  Mikkel Boe Følsgaard – Royal Affair (En kongelig affære)
- 2013:  Nazif Mujić – Epizoda u životu berača željeza
- 2014:  Liao Fan – Fuochi d'artificio in pieno giorno (Báirì yànhuǒ)
- 2015:  Tom Courtenay – 45 anni (45 Years)
- 2016:  Majd Mastoura – Hedi (Inhebbek Hedi)
- 2017:  Georg Friedrich – Helle Nächte
- 2018:  Anthony Bajon – La Prière
- 2019:  Wang Jingchun – Dìjiǔtiāncháng

### 2020
- 2020:  Elio Germano - Volevo nascondermi

## Attori più premiati
- Sidney Poitier - 2 (1958, 1963)
- Jean Gabin - 2 (1959, 1971)
- Fernando Fernán Gómez - 2 (1977, 1985)
- Denzel Washington - 2 (1993, 2000)

## Vincitori per Paese d'origine
| Stati Uniti | 19 |
| Francia     | 7  |
| Germania    | 5  |
| Italia      | 4  |
| Regno Unito | 4  |
| Iran        | 2  |
| Polonia     | 2  |
| Russia      | 2  |
| Spagna      | 2  |
| Cina        | 2  |